# Katholische Lehrerschaft Österreichs
Die Katholische Lehrerschaft Österreichs ist eine Organisation für katholische Lehrerinnen und Lehrer in Österreich. Der Sitz befindet sich in Wien.

## Vereinsgeschichte
1893 wurde der Katholische Lehrerbund für Österreich gegründet, seine Aufgabe war die „Pflege des Unterrichtes und der Erziehung nach den Grundsätzen der katholischen Kirche, nach den Forderungen der wahren Liebe zum Vaterland Österreich und den erprobten Ergebnissen der wissenschaftlichen Pädagogik.“ As Folge des Anschlusses Österreichs 1938 an das Deutsche Reich wurde der Katholische Lehrerbund für Österreich im Rahmen der Gleichschaltung in den Nationalsozialistischen Lehrerbund (NSLB) zwangsintegriert. Am 30. Januar 1946 die Neugründung der Katholischen Lehrerschaft Österreichs, die „an die Traditionen des Katholischen Lehrerbundes für Österreich anknüpft“, sich in verschiedene Landesverbände gliedert und bis heute existiert. Vereinsorgan ist die Österreichische Pädagogische Warte. Die Katholische Lehrerschaft Österreichs steht der Österreichischen Volkspartei (ÖVP) nahe, die das bürgerlich-konservative Spektrum abdeckt und traditionell Kirche und Wirtschaft eng verbunden ist.